# Гура-Свентей-Малгожати
Гура-Свентей-Малгожати (пол. Góra Świętej Małgorzaty) — село в Польщі, у гміні Гура-Свентей-Малґожати Ленчицького повіту Лодзинського воєводства. Населення — 313 осіб (2011).
У 1975-1998 роках село належало до Плоцького воєводства.

## Демографія
Демографічна структура станом на 31 березня 2011 року:
|          | Загалом | Допрацездатний вік | Працездатний вік | Постпрацездатний вік |
| -------- | ------- | ------------------ | ---------------- | -------------------- |
| Чоловіки | 150     | 32                 | 97               | 21                   |
| Жінки    | 163     | 30                 | 90               | 43                   |
| Разом    | 313     | 62                 | 187              | 64                   |